# Верхний замок (Вильнюс)
Верхний Виленский замок (лит. Aukštutinė pilis; пол. Zamek Górny) — один из виленских замков, стоявший у слияния Вилии и Вильни на 48-метровой Замковой горе, также именуемой горой Гедимина. От него сохранились фрагменты главной цитадели, фундамент южной башни и два нижних яруса западной башни — т. н. башни Гедимина (ныне смотровая площадка и музей).
Точное время строительства крепости на горе неизвестно. Достоверно известно только, что уже в первой половине XIV века там имелись каменные укрепления. Во время тевтонско-литовских войн замок выдержал многочисленные осады тевтонских рыцарей (в 1365, 1375, 1377, 1383, 1390, 1392, 1394, 1402 гг., из них предпоследняя длилась три недели).
В 1419—1422 гг. Верхний замок был перестроен по указанию великого князя Витовта в русле кирпичной готики. У крепости, спроектированной, очевидно, под влиянием орденских замков (Витовт провёл в землях тевтонцев четыре года), были три круглые в сечении башни, крытые зелёной черепицей. Длина стен составляла 320 метров; парадный зал для приёмов имел размеры 10 на 30 метров.
В XVI веке, как и большинство литовских королевских крепостей, Верхний замок перестал регулярно ремонтироваться и начал ветшать. Использовался он как тюрьма для шляхтичей. В 1655 г. впервые в истории был взят вражеской армией — русской под предводительством князя Д. Е. Мышецкого. Русский гарнизон находился в замке целых шесть лет, за это время был проведён ремонт обветшалых строений.
Замковая гора была открыта для посещения штатских после ликвидации крепости и вывода с её территории гарнизона в 1878 г. В середине 1890-х гг. для упрощения подъёма наверх была проложена спиральная дорожка. В 1930-е гг. башня Гедимина была надстроена польскими властями и приобрела современный облик.
По случаю празднования 750-летия коронации Миндовга для доступа к башне в 2003 г. был построен фуникулёр. Несмотря на периодические оползни, в 2013—16 гг. для улучшения видимости замковых построек на горе были вырублены все деревья. В прессе звучали опасения, что башня Гедимина может сползти вниз. По состоянию на 2019 г. на вершине продолжает работать строительная техника.